# Ngày Quốc tế về Rừng
Ngày Quốc tế về Rừng, viết tắt là IDF (International Day of Forests) là ngày 21 tháng Ba, là ngày hành động quốc tế được Đại hội đồng Liên Hợp Quốc thông qua ngày 28/11/2012 theo Nghị quyết A/RES/67/200.
Ngày quốc tế về rừng đầu tiên tổ chức vào ngày 21 Tháng Ba năm 2013.

## Ý nghĩa
Mỗi năm thế giới có hơn 13 triệu ha (32 triệu acre) rừng bị mất, một khu vực rộng bằng cỡ nước Anh. Khi rừng mất đi, thì các loài thực vật và động vật trong quần thể đó cũng theo nhau mất đi. Rừng chứa 80% tất cả các đa dạng sinh học trên cạn.
Và điểm quan trọng nhất, rừng đóng vai trò hấp thụ khí CO2, trả lại oxy cho sinh giới cũng như giảm hiệu ứng nhà kính do tích tụ CO2 là yếu tố gây ra sự nóng lên toàn cầu. Kết quả phá rừng làm giảm sự hấp thụ CO2 tương đương với lượng khí thải ra của ngành giao thông vận tải toàn cầu.
Hiện nay, rừng còn bao phủ hơn 30% diện tích đất trên thế giới và có hơn 60.000 loài cây. Rừng cung cấp thực phẩm, chất xơ, nước và thuốc men cho khoảng 1,6 tỷ người nghèo nhất thế giới, bao gồm cả người dân bản địa với các nền văn hóa độc đáo.
Giữ những gì còn lại là mục tiêu cấp thiết để bảo vệ môi trường sống của chúng ta.

## Hoạt động
Hàng năm, các sự kiện khác nhau cử hành và nâng cao nhận thức về tầm quan trọng của tất cả các loại rừng, và cây rừng, vì lợi ích của các thế hệ hiện tại và tương lai. Các nước được khuyến khích thực hiện các nỗ lực để tổ chức các hoạt động địa phương, quốc gia và quốc tế liên quan đến rừng và cây, chẳng hạn như các chiến dịch trồng cây, vào Ngày Quốc tế về Rừng.
Ban Thư ký của Diễn đàn Hợp Quốc về rừng (UN Forum on Forests), phối hợp với Tổ chức Lương thực và Nông nghiệp Liên Hợp Quốc, tạo điều kiện cho việc thực hiện các sự kiện như vậy trong sự hợp tác với các chính phủ, các đối tác hợp tác về rừng, và các tổ chức quốc tế, khu vực và tiểu khu vực.

## Lịch sử
Trước khi ngày Quốc tế về Rừng được công bố đã có 6 ngày được tổ chức, từ năm 2007
| Forest Day 6: | Doha       | Qatar     | 2012 |
| Forest Day 5: | Durban     | Nam Phi   | 2011 |
| Forest Day 4: | Cancún     | México    | 2010 |
| Forest Day 3: | Copenhagen | Đan Mạch  | 2009 |
| Forest Day 2: | Poznań     | Ba Lan    | 2008 |
| Forest Day 1: | Bali       | Indonesia | 2007 |

Ngày Rừng 2013
Ngày Quốc tế Rừng khai mạc "đã được tổ chức trên toàn thế giới thông qua trồng cây và các sự kiện cộng đồng khác, bao gồm nghệ thuật, hình ảnh và phim cũng như phương tiện truyền thông tiếp cận xã hội."
Ngày Rừng 2014
Trong năm 2014, Ngày Quốc tế Rừng tập trung vào "kết nối cá nhân và độc đáo của mỗi cá nhân với rừng", thông qua một chiến dịch mang tên "Rừng của ta | Tương lai của chúng ta ". Một sự kiện đặc biệt được tổ chức tại trụ sở Liên Hợp Quốc về "Phụ nữ là tác nhân thay đổi về rừng và phát triển bền vững".
Ngày Rừng 2015
Các chủ đề cho Ngày Quốc tế Rừng năm 2015 là "Rừng | Khí hậu | Thay đổi".